# Campagne in Britannia del Conte Teodosio
Le campagne in Britannia del Conte Teodosio furono una spedizione condotta dal generale romano Flavio Teodosio, padre del futuro imperatore Teodosio I, negli anni 367-369.

## Contesto storico
Sotto il regno di Valentiniano I la Britannia finì nel caos più totale. La corruzione dei generali li spingeva a trattenere per sé i soldi inviati da Roma per pagare le truppe, generando il malcontento dei soldati che, malpagati, ben presto disertarono. Come se non bastasse, i barbari della Caledonia, sospese le lotte intestine tra di loro, sfondarono il limes spingendosi addirittura in Kent. I saccheggi dei Caledoni furono devastanti e, secondo testimonianze oculari, ci furono atti di cannibalismo da parte della tribù degli Attacotti (che pure erano soldati di Valentiniano).
Ammiano Marcellino, militare romano di lingua greca contemporaneo dei fatti, nella sua opera storica in latino descrive l'invasione come una "cospirazione barbarica" (barbarica conspiratio) ai danni dell'Impero romano. Le notizie fornite da Ammiano sono in realtà piuttosto confuse; alcune parti della narrazione sono considerate inverosimili da alcuni storici moderni, dunque esistono diverse interpretazioni dei fatti.
Secondo il racconto di Ammiano, mentre Valentiniano era in viaggio da Amiens a Treviri fu raggiunto da un'allarmante notizia: i Barbari, invasa la Britannia, stavano devastando l'isola senza trovare opposizioni, riuscendo persino nell'impresa di uccidere Nettarido, il generale al comando nella regione costiera, nonché fare prigioniero l'altro generale Fullofaude, colto in un'imboscata. L'imperatore, appreso il triste stato della Britannia, decise di intervenire. L'Augusto inviò in un primo momento sull'isola il comandante Severo alla guida rinforzi nel tentativo di riportare all'ordine nella Britannia e respingere le incursioni. Tuttavia Severo fu richiamato subito dopo, così come anche Giovino, che avrebbe dovuto sostituirlo. Alla fine, a causa di notizie sempre più allarmanti che giungevano dalla Britannia, Valentiniano decise di inviare nel 367 sull'isola il generale Teodosio, padre del futuro Teodosio I, con numerose legioni e coorti.
Secondo alcuni storici, Fullofaude ricopriva il ruolo di dux Britanniae, responsabile della difesa del limes settentrionale della Britannia romana. Cadde in un'imboscata per mano dei Pitti; poiché prima di lui era caduto anche il comes litoris Saxonici per Britannias Nettarido, persi i propri comandanti, le difese romane furono travolte dai barbari; l'imperatore dovette immediatamente inviare un generale (Severo), poi un altro (Giovino) e infine Teodosio.
Secondo altri storici, invece, la sequenza degli eventi descritta da Ammiano è inverosimile, perché troppo tempo sarebbe intercorso dall'invio di Severo e il suo ritorno, l'invio di Giovino e il suo ritorno, e l'invio di Teodosio. Da un'analisi del testo di Ammiano sarebbe possibile immaginare che sia Nettarido sia Fullofaude fossero comandanti romani in Gallia, presso la Manica, caduti entrambi a causa delle incursioni dei Franchi e dei Sassoni. Solo quando Giovino fu inviato da Valentiniano a risolvere la situazione in Gallia giunsero notizie nefaste dalla Britannia, e per questo motivo Valentiniano dovette inviare Teodosio, in quanto Giovino era ancora impegnato in Gallia.

## Guerra

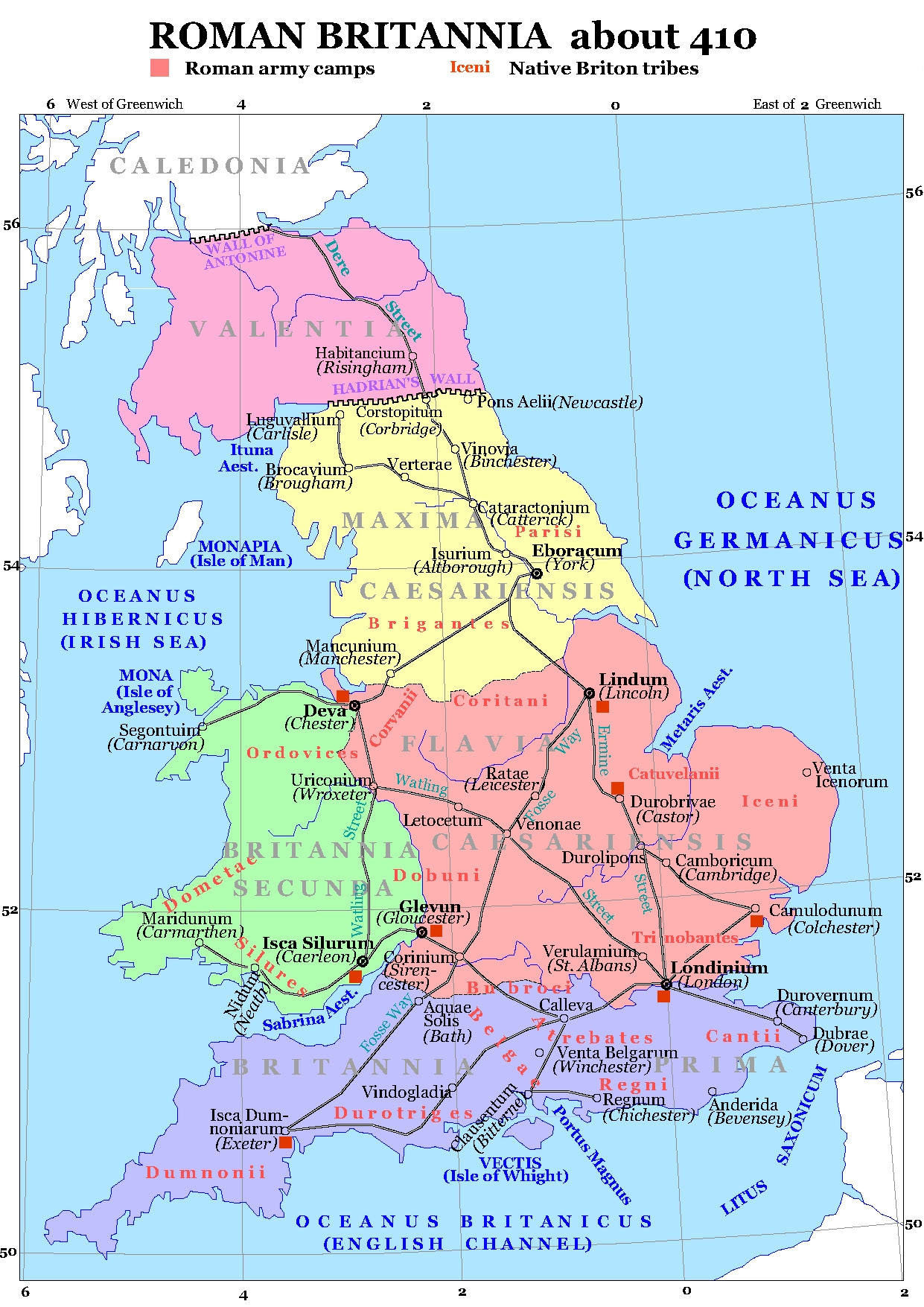
La diocesi di Britannia tardoantica. La collocazione della provincia di Valentia è ipotetica.

Prima dell'arrivo di Teodosio, i Pitti, divisi in due tribù, note come Dicalidoni e Verturioni, come anche gli Attacotti e gli Scoti, stavano devastando la Britannia senza trovare opposizioni. Nell'inverno del 367-368, Teodosio, raggiunta la costa di Bononia, separata dalla Britannia solo dal Canale della Manica, decise di salpare per l'isola da solo, senza portare per il momento nessun soldato con sé, sbarcando a Rutupiae. L'intenzione di Teodosio sembrerebbe essere stata quella di ottenere di prima persona informazioni di fondamentale importanza sull'effettiva situazione dell'isola, senza attendere l'arrivo dei propri soldati, rimasti a svernare in Gallia, in modo da avere già un piano ben definito su come agire quando sarebbero sbarcati anche i suoi soldati. Una volta sbarcate le sue legioni, quelle dei Batavi, degli Eruli, degli Iovii e dei Victores, Teodosio marciò fino alla vecchia città di Londinium, anche nota come Augusta. Qui divise le sue truppe in numerosi reggimenti, ordinando loro di attaccare proditoriamente le bande di predoni nemici, mentre tornavano carichi di bottino, cogliendoli di sorpresa. Una volta sconfitte le bande di predoni, e una volta restituito il bottino ai loro legittimi proprietari, a parte una piccola parte come ricompensa per i soldati, Teodosio entrò trionfante nella città di Londinium, accolto dai cittadini che lo acclamarono come loro liberatore come se stessero celebrando un'ovazione.
Mentre soggiornava a Londinium, Teodosio, incoraggiato dai suoi primi successi a imprese ancora maggiori, stava considerando quale tattica sarebbe stata maggiormente opportuno attuare, poiché aveva appreso dalle confessioni dei prigionieri e dai resoconti dei disertori che il nemico poteva essere vinto solo con attacchi imprevisti. Teodosio, conscio inoltre di aver bisogno di ulteriori soldati, prese misure per incentivare molti dei disertori a ritornare in servizio, promettendo loro non solo il perdono ma anche degli incentivi; la misura ebbe successo, in quanto molti dei disertori, fidandosi del perdono e sollecitati dai vantaggi, effettivamente ritornarono in servizio. Teodosio, compiuto il primo passo verso la completa pacificazione dell'isola, inviò richiesta all'Imperatore di inviargli come prefetto deputato Civile, uomo retto e affidabile, nonché il generale Dulcizio.
Successivamente il generale Teodosio, partito da Londinium con un consistente esercito, riuscì a porre fine alle incursioni nemiche, utilizzando contro gli invasori la tattica delle imboscate: in questo modo riuscì a mettere in rotta e costringere alla fuga numerose tribù che fino a quel momento avevano devastato impunemente l'isola, per poi procedere a restaurare e a fortificare le città e le fortezze danneggiate dalle incursioni nemiche.
Mentre era intento ad operare in questo modo, Teodosio scoprì la congiura di un certo Valentino, originario della Valeria, una delle province della Pannonia, cognato del governatore e in seguito prefetto Massimino: Valentino era stato esiliato in Britannia a causa di un serio crimine. Egli cominciò a tentare esiliati e soldati, con l'intento di sobillarli alla rivolta, con la promessa di grandi ricompense. Teodosio, scoperti i piani segreti di Valentino, punì tutti quelli che furono trovati colpevoli: Valentino, insieme ad alcuni dei suoi più stretti associati, fu consegnato al generale Dulcizio e giustiziato; tuttavia, Teodosio vietò che fossero condotte ulteriori indagini, in quanto temeva che, condannando troppe persone compromessesi con Valentino, avrebbe rischiato di provocare una rivolta.
Una volta sventata la possibile rivolta di Valentino, Teodosio ritornò ad occuparsi della sua opera di restauro delle mura e delle difese di città e fortezze, e inoltre inviò sentinelle e avamposti a proteggere le frontiere. Così operando, Teodosio riuscì addirittura a recuperare una provincia che era passata in mani nemiche e a farla ritornare al suo primiero Stato, al punto che ora aveva un governatore legittimo; e, in onore dell'Imperatore Valentiniano, che aveva ricevuto la notizia della sua riconquista con giubilo, la provincia recuperata ricevette il nome di Valentia.
I panegirici di Claudiano narrano numerose altre imprese di Teodosio, che sarebbe penetrato fino alla remota regione della Tule dove avrebbe inflitto una sonora sconfitta ai Pitti, che con la sua flotta avrebbe navigato fino all'Oceano Iperboreo, e che avrebbe inflitto una sconfitta navale ai pirati sassoni presso le isole Orcadi:
horrescit Libyae ratibusque impervia Thule:

ille leves Mauros nec falso nomine Pictos

edomuit Scottumque vago mucrone secutus

fregit Hyperboreas remis audacibus undas[...]»
(Claudiano, De III Consulatu Honorii Augusti, versi 55-59.)
classica Massylas adnexuit Africa laurus,

ille, Caledoniis posuit qui castra pruinis,

qui medios Libyae sub casside pertulit aestus,

terribilis Mauro debellatorque Britanni

litoris ac pariter Boreae vastator et Austri.

quid rigor aeternus, caeli quid frigora prosunt

ignotumque fretum? maduerunt Saxone fuso

Orcades[...];

Scottorum cumulos flevit glacialis Hiverne.»
(Claudiano, De IV Consulatu Honorii Augusti, versi 25-35.)
Nel frattempo, Teodosio scoprì che gli Arcani, una classe di uomini stabiliti fin dai primi tempi in Britannia, il cui incarico era sorvegliare le frontiere e informare i generali e i governatori dei movimenti nemici, erano collusi con il nemico invasore, e li destituì dei loro incarichi: essi erano accusati di aver rivelato al nemico informazioni importanti in cambio di premi. Dopo aver così operato, Teodosio fu convocato a corte, lasciando così la Britannia: ricevuto con grande giubilo dall'Imperatore, fu ricompensato per le sue gesta venendo nominato comandante della cavalleria, succedendo a Giovino.

## Conseguenze
La Britannia rimase così sotto la dominazione romana per altri 40 anni, fino al 410.
Grazie alla vittoria ottenuta Teodosio venne promosso a generale della cavalleria e combatté altre guerre contro gli Alamanni. Sedò poi una ribellione in Africa; quest'ultima impresa tuttavia gli costò cara, infatti dopo questa Teodosio, fattisi nemici a corte che cominciarono a questo punto a cospirare contro di lui, venne condannato a morte e decapitato.